# オラフ・ショルツ
オラフ・ショルツ（ドイツ語: Olaf Scholz、1958年6月14日 - ）は、ドイツの政治家。ドイツ第9代連邦首相（任期: 2021年12月8日 - 2025年5月6日）。ドイツ社会民主党所属。
労働・社会大臣、ハンブルク第1市長、連邦副首相、連邦財務大臣を歴任した。

## 来歴

### 生い立ち
オスナブリュックにて出生。祖父は鉄道職員で、両親は繊維産業で働いていた。3人兄弟の長男であり、大学病院で麻酔科医をする長弟のイェンスと次弟のインゴがいる。ハンブルク市内北東部のラールシュテットにあるギムナジウムに通い、アビトゥーアを取得。1978年にハンブルク大学に入学して法学を学んだ。1985年に弁護士資格を取得し、法律事務所を立ち上げた。労働者の雇用問題に関する弁護活動に従事した。ハンブルク市議会議員を務める夫人との間には子はないが児童保護活動に参加している。

### 政治活動
1975年にドイツ社会民主党（SPD）に入党。SPDの青年組織であるユーゾーで活動し、1982年から1988年まで連邦副代表を務めた。ユーゾー内では、国家独占資本主義の理論を支持する左派グループにいた。また、1987年から1989年までは国際社会主義青年同盟副総裁を兼任した。

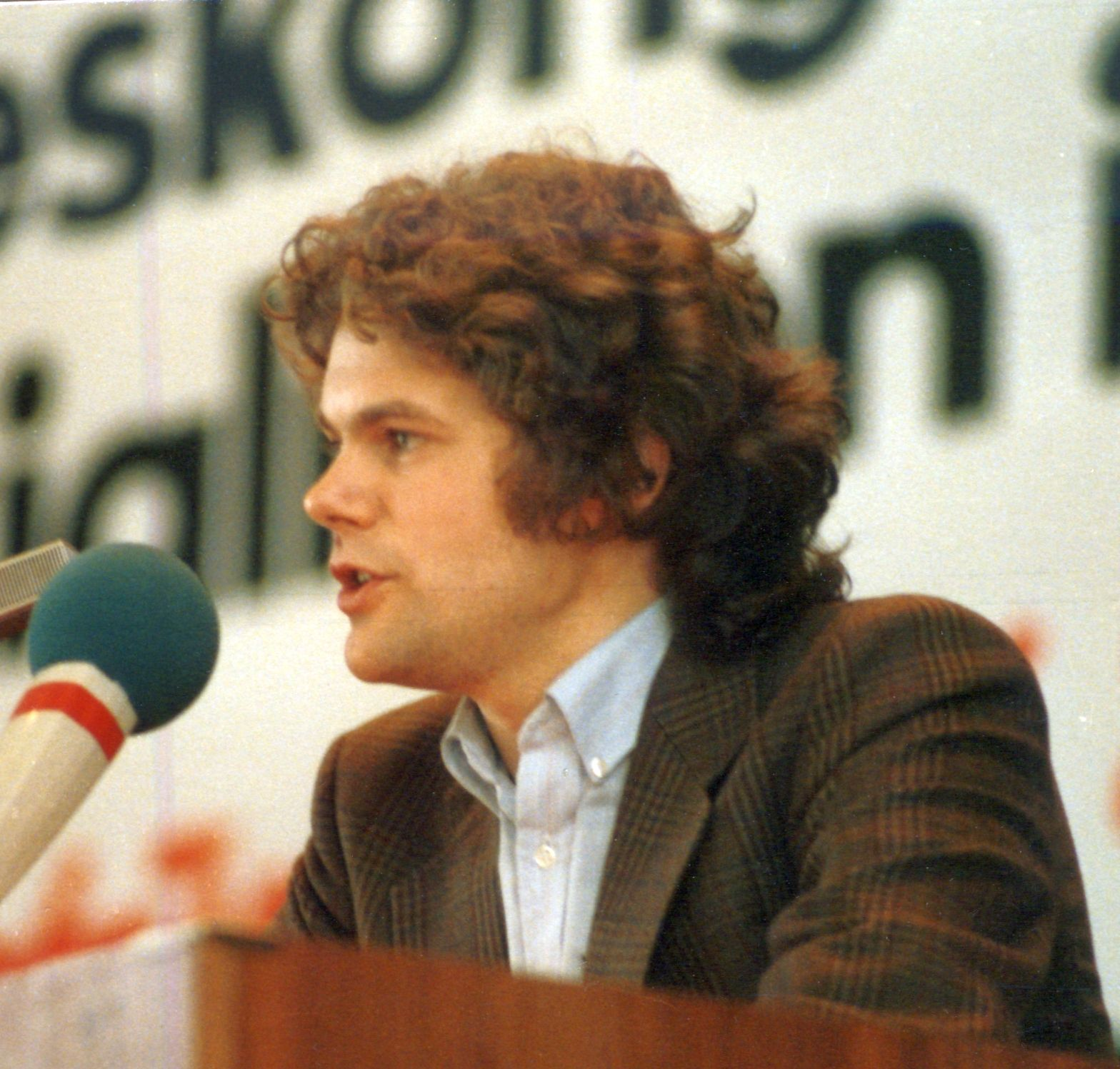
1984年のユーゾー連邦大会にて

ショルツは当時のNATOによる西ヨーロッパへの中距離ミサイル配備計画に強く反対していた。社会主義政治経済学に関する雑誌記事には「侵略的な帝国主義のNATO」と書き、西ドイツは「ヨーロッパの大企業の拠点」であるとの批判を展開した。1983年から1988年の間には、自由ドイツ青年団（FDJ）およびドイツ社会主義統一党（SED）との会談のために東ドイツを9回訪問。1984年1月に東ドイツを訪問し際には、ユーゾーの代表団として東ベルリンとポツダムに3日間滞在し、SEDの中央委員会政治局員であったエゴン・クレンツと会談をしている。
1994年から2000年までハンブルク＝アルトナ地区の党代表を務めた。1998年の連邦議会選に立候補し、ハンブルク＝アルトナ選挙区で当選をして連邦議会議員となった。2000年から2004年まで、SPDのハンブルク支部代表。2001年5月にハンブルク市の内務担当参事（他州でいうところの内務相）であったハルトムート・ヴロックラーゲが辞任したことに伴い、オルトヴィン・ルンデ市長に招聘され、連邦議会議員を辞して後任の内務担当参事に就任した。しかし同年の市議会選挙でSPDが敗れたため、同市長の退陣に伴いショルツも10月に退任した。2001年に党の連邦代表執行部に選出されている。
2002年の連邦議会選で連邦議会議員に返り咲く。2002年の党大会で91.3%の票を獲得してSPD幹事長に選出された。2003年の党大会でも幹事長に再選したが、その際の得票率はわずか52.6%であった。2004年3月のゲアハルト・シュレーダー連邦首相のSPD党首辞任とともに幹事長の職を退いた。ショルツは党内ではシュレーダーと親密な関係にある構造改革派とみなされていたが、2007年の入閣後はこの評価は変わっている。2005年10月、連邦議会党議員団代表代行に選出された。

### 初入閣
2007年11月、フランツ・ミュンテフェーリング労働相（副首相兼任）の辞任に伴い、その後任の労働・社会大臣として第1次メルケル内閣（CDU/CSUとSPDとの大連立）に入閣した。2009年ドイツ連邦議会選挙の結果連立組み替えが起きたため、大臣職を離れた。同年11月よりSPDハンブルク支部代表に就任し、また党大会で85.7％の票を獲得して副党首に選出された。

### ハンブルク市長

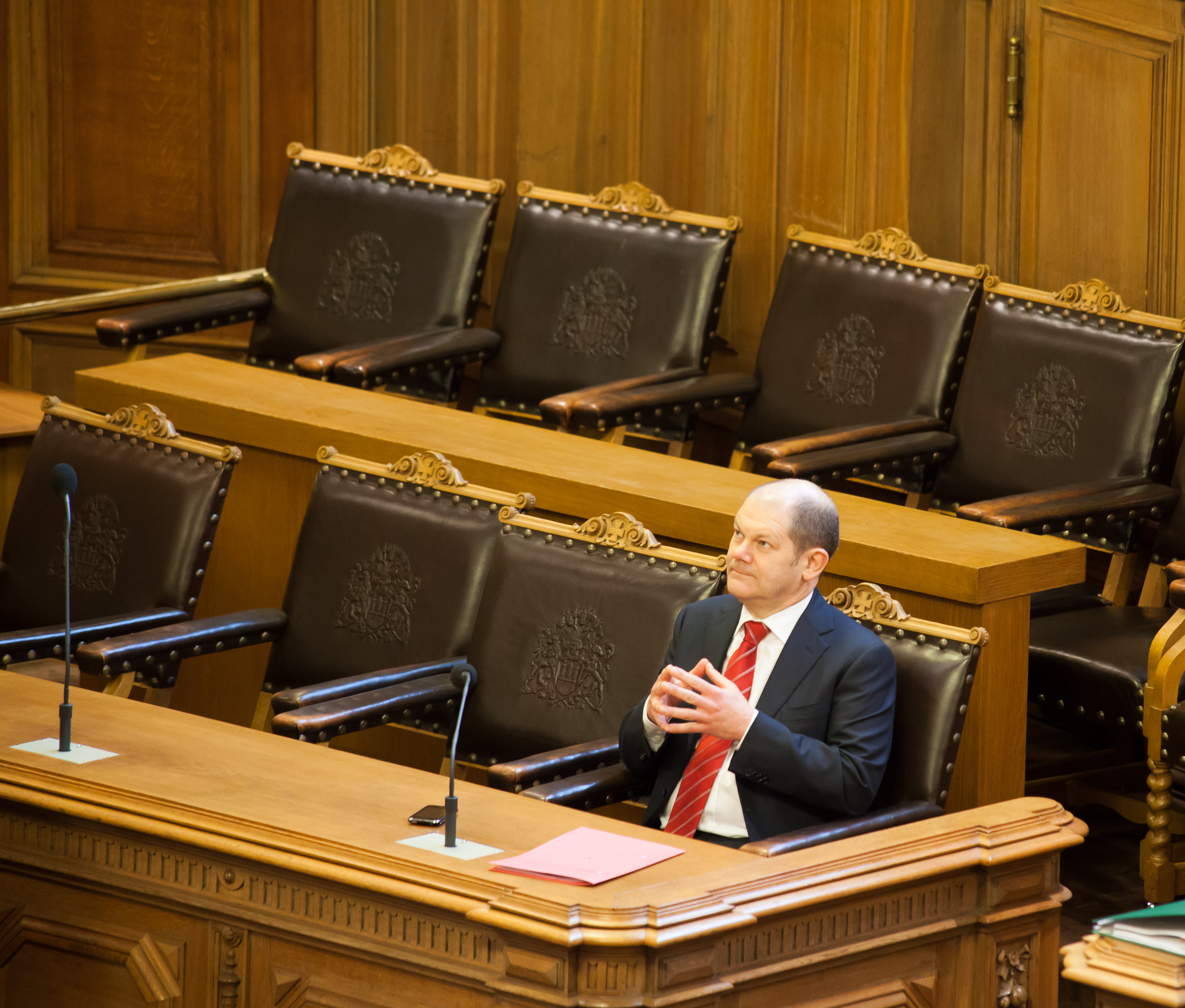
ハンブルク市長に就任し、市議会の市政府側の席に座る

2011年2月20日に行われたハンブルク市議会議員選挙で、SPDの得票率は48.3％に上り121議席中62議席と単独過半数を獲得する勝利をおさめた。この結果、SPDは10年ぶりに政権を奪回し、ショルツがハンブルク市長に就任した。同時に連邦議会議員職を辞した。2015年の市長選挙でも再選されたが、SPDの獲得議席が過半数を割ったため、緑の党との連立政権となった。2017年ドイツ連邦議会選挙の際にはSPDの首相候補に取りざたされたこともあったが、結局マルティン・シュルツが選ばれた。
2015年には、ハンブルクに2024年夏季オリンピック招致することを表明し、ローマ、パリ、ブダペスト、ロサンゼルスとの招致レースに参加した。しかし、同年11月に行われた招致の是非を問う住民投票では反対票が51.7%となり、ショルツは「望んでいた決定ではないが、意向は明かだ」と述べ招致を断念した。
2017年にG20サミットがハンブルクで開催された際には、抗議デモ参加者の一部が暴徒化し警察と衝突して双方に負傷者が出る事態となった。サミット警備のためにドイツ全土から2万人余りの警察が動員されたが、そのうち467人が負傷したとハンブルクの警察当局から発表された。キリスト教民主同盟（CDU）所属のハンブルク市議会議員からはショルツの責任を問い市長辞任を求める声もあったが、G20警備は政府全体の責任であるとして、メルケル首相はじめ連邦レベルのCDUはショルツを擁護している。

### 財務大臣
2017年ドイツ連邦議会選挙ののち、CDUとの連立交渉に参加。連立参加への可否を決める党員投票の際は臨時党首を務め、連立協定承認に導いた。2018年3月14日に第4次メルケル内閣が発足し、連邦副首相、財務大臣に就任、同時にハンブルク市長を退任した。
2019年6月にアンドレア・ナーレスがSPDの党首を退任したことを受けて、後任となる共同党首ペアを選出する党首選挙が実施されることとなり、ショルツはクララ・ゲイウィッツとペアを組み立候補した。10月に行われた第1回党員投票では、ショルツのペアが最多得票を獲得したが、過半数に達しなかったため、得票率2位であったサスキア・エスケンとノルベルト・ワルターボルヤンスのペアと決選投票が行われることとなった。エスケンは要職経験が殆どなく、ワルターボルヤンスは「年金受給者」などとも揶揄されたベテラン政治家であり、いずれも中央ではほぼ無名だったが、決選投票でのショルツらの得票率は45.33%にとどまり、予想外の敗北を喫し党首の座を逃した。現職財務大臣の敗北は政界に大きな衝撃を与え、この時ショルツは失意から休暇を取り、沈黙を続けた。
以後も財務大臣の職に留まり、新型コロナ対策の大規模な財政出動の番頭役として露出が高まったことなどから、次期総選挙での首相候補に選出されたが、総選挙を4ヶ月後に控えた5月の時点では党勢の低迷が続き、緑の党、キリスト教民主・社会同盟（CDU／CSU）にも大きく引き離されて3位だった。その後、緑の党党首のベーアボックが論文盗用疑惑で、さらにCDU／CSU党首のラシェットが災害対応などで支持を落とし、相対的に社民党が浮上、総選挙直前の8月に入って初めて支持率で首位となった。ぼそぼそと話す姿勢からカリスマ性は無いものの、メルケルに似た冷静さと安定感、堅実に仕事をしてきた実務家としての姿勢が好意的に受け止められた。
2021年ドイツ連邦議会選挙で僅差ながら第一党となり、連立協議は難航したものの、2021年11月24日にはドイツ社会民主党、同盟90/緑の党、自由民主党が連立政権樹立で合意し、ショルツの次期首相就任が確実となった。ここに至るまで、社民党が取り立てて大きな実績を残したわけでもなかったため、ショルツの首相就任は多分に上述の「敵失」に助けられた「棚ぼた」的な部分が大きかったが、同時に「強運の人」とも言われた。

### 連邦首相就任
2021年12月8日、次期首相を決める指名投票がドイツ連邦議会で行われ、ショルツは信任多数で首相に選出された。連邦大統領シュタインマイヤーの任命を受け、第9代ドイツ連邦首相に就任し、連邦議会で宣誓した。SPDから首相が出るのは4人目になる。
外交面ではロシア、中華人民共和国との関係で一線を画す方針を示したが、就任直後からロシアとウクライナの国境が緊迫化。ドイツは環境面から原子力発電所と石炭火力発電所の廃止を決めたばかりで、将来的にエネルギーの多くの部分をロシア産天然ガス（ノルド・ストリーム）に依存せざるを得ない状況となっており、就任早々極めて難しい対応を迫られることとなった。
足元がおぼつかない状況は、各国から不信の目で見られるところとなり、2022年1月24日付けのウォール・ストリート・ジャーナルは「ドイツは信頼に足るアメリカの同盟国ではない 安価なガスと中国向け自動車輸出、プーチンを怒らせないことを最優先する国」という題名のオピニオン記事を掲載した。
しかし、ロシアのウクライナ侵攻が開始されると従来の慎重姿勢を大きく転換する。同年2月26日、対戦車砲1000門と携帯式地対空ミサイルスティンガー500門のウクライナへの武器供与を決定した。翌日27日、ドイツの国防費をGDP2%超とする方針を表明した。2022年4月28日から29日まで日本に滞在。首相就任後、日本はアジアで最初の訪問国となった。
こうした中、政権発足後初の地方選挙となる3月のザールラント州議会選挙ではSPDが大勝したものの、5月のシュレスヴィヒ・ホルシュタイン州、最大州であるノルトライン・ウェストファーレン州議会選挙では相次いで敗北するなどして打撃を受けた。2023年2月に執行されたベルリン市議会選挙（2021年9月の市議会選挙の再選挙）もSPDはCDUに第1党の座を明け渡し、無効となった2021年の選挙とは勝敗が逆転した。2023年10月に行われたバイエルン州議会選挙およびヘッセン州議会選挙でも、いずれもキリスト教社会同盟が第1党、またドイツのための選択肢(AfD)が躍進し、SPDなど中道左派政党は低迷した。
2025年度の予算編成を巡ってはクリスティアン・リントナー財務大臣と意見が対立。歳入不足解消のため新規借り入れを制限するルールを一時的に凍結したいショルツに対し、リントナーはこの案を拒否したため、2024年11月6日にリントナーを更迭する方針を表明した。これに伴いリントナーは党首を務めるFDPを連立政権から離脱させることを表明。ショルツは総選挙を2025年3月に繰り上げ実施するため、故意に議会より不信任を得る目的で、同年1月15日に下院議会で内閣信任投票を行う方針を表明した。
その後、クリスマス前の信任投票実施を容認し、12月11日に自身の信任を問う投票を16日に行うように求める動議を連邦議会に提出。これを受け16日に行われた信任投票は賛成207票、反対394票、棄権116票の反対多数でショルツの目論見通り否決され、大統領が21日以内に議会を解散し、2025年2月23日に総選挙が実施される見通しとなった。
投開票の結果、SPDは650議席中120議席と前回より4割以上も減らす惨敗を喫し、議会内勢力第3位に後退した。
その後、CDU/CSUとSPDがフリードリヒ・メルツ（CDU党首）を首班とする大連立の枠組みで合意。5月6日のメルツ内閣発足をもって、ショルツは首相の座を退いた。
- アンゲラ・メルケル連邦首相（当時）と（2018年3月12日）
- ポーランドのマテウシュ・モラヴィエツキ首相（当時）と（2021年11月25日）
- 連立協定に署名したショルツ（2021年12月7日）
- アメリカ合衆国のナンシー・ペロシ下院議長（当時）と（2022年2月19日）
- 左からフィンランドのサンナ・マリン首相、ショルツ、スウェーデンのマグダレナ・アンデション首相（肩書はいずれも当時）（2022年5月3日）
- G7エルマウサミット(第48回先進国首脳会議)を議長として開催する(2022年6月26日 - 28日)
- G7エルマウサミットにて岸田文雄首相（当時）と会議を行う（2022年06月26日）

## 政策・主張

### 経済財政政策
財務相在任時には、金融取引税の導入に取り組んだ。しかし専門家の中には、小規模な投資家に影響を与えうるとして、ショルツが策定した原案を部分的に批判する声があった。2019年12月に、ショルツは欧州連合（EU）加盟10か国で2021年に導入を目指す金融取引税の原案を公表。原案では、時価総額10億ユーロ（約1200億円）以上の大企業の株式を取得するに、購入額の0.2%を課税することが示された。導入対象となる10か国のうちドイツ以外には、ベルギー、ギリシャ、スペイン、フランス、イタリア、オーストリア、ポルトガル、スロベニア、スロバキアが含まれ、対象となる大企業は合計500社超となる。この金融取引税により年間約15億ユーロの税収が見込まれ、基礎年金の財源として充てられることが計画された。
法人税の国際的な最低税率導入にあたっては、各国との合意形成で積極的な役割を果たした。アメリカのイエレン財務長官が、最低税率の設定をG20に働きかけた際には、「この法人税に関する取り組みが世界的な税率引き下げ競争に終止符を打つことを期待している」と発言している。

### 環境・気候変動
2021年5月に、気候変動対策のための共通の基準や規則を策定して加盟国と連携する「気候クラブ」の創設を提案した。ドイツがG7の議長国となる2022年の新年演説では「議長国として、G7を気候中立、公平な世界に向けた先駆者にする」と述べた。

## 人物
かつてのニックネームは「ショルツォマット」。ショルツ（Scholz）と、ドイツ語で「自動販売機」「機械」などを意味する「automat（オートマータ）」の合成語、これは同国のメディアが命名した、感情を排した官僚的なスピーチなどを揶揄した表現である。海外の一部メディアには「退屈な人物」などと評されている。
趣味はジョギング。2023年9月2日にはジョギング中に転倒し顔を打撲。3日に予定していたヘッセン州での選挙応援などの活動は全て中止した。4日に眼帯を付けている写真をX（旧Twitter）に投稿し、「ミームを見るのが楽しみだ」などと記した。